# کریستینا رابینسون
کریستینا رابینسون (به انگلیسی: Christina Robinson) (زاده ۸ نوامبر ۱۹۹۷) بازیگر آمریکایی است. او بیش‌تر به خطر ایفای نقش استر بنت در سریال دکستر شناخته می‌شود. او یک خواهر دوقلو به نام کورتنی رابینسون دارد.